# Victor Hălmăjan
Victor Hălmăjan (n. 11 decembrie 1934 - 2020) a fost  un deputat român  în legislatura 1990-1992, ales în județul Sălaj pe listele partidului FSN. Victor Hălmăjan a fost deputat de la data de 18 iunie 1990 până la data de 27 septembrie 1990, când a demisionat și a fost înlocuit de către deputatul Ionel Ardelean. Victor Hălmăjan a fost deputat în Marea Adunare Națională în legislațiile 1961-1965 și 1965-1968.